# Wiltshire Police
Wiltshire Police – brytyjska formacja policyjna, pełniąca rolę policji terytorialnej na obszarze hrabstwa ceremonialnego Wiltshire. Według stanu na marzec 2012, liczy 1057 funkcjonariuszy. Komenda główna zlokalizowana jest w Devizes. 

## Galeria

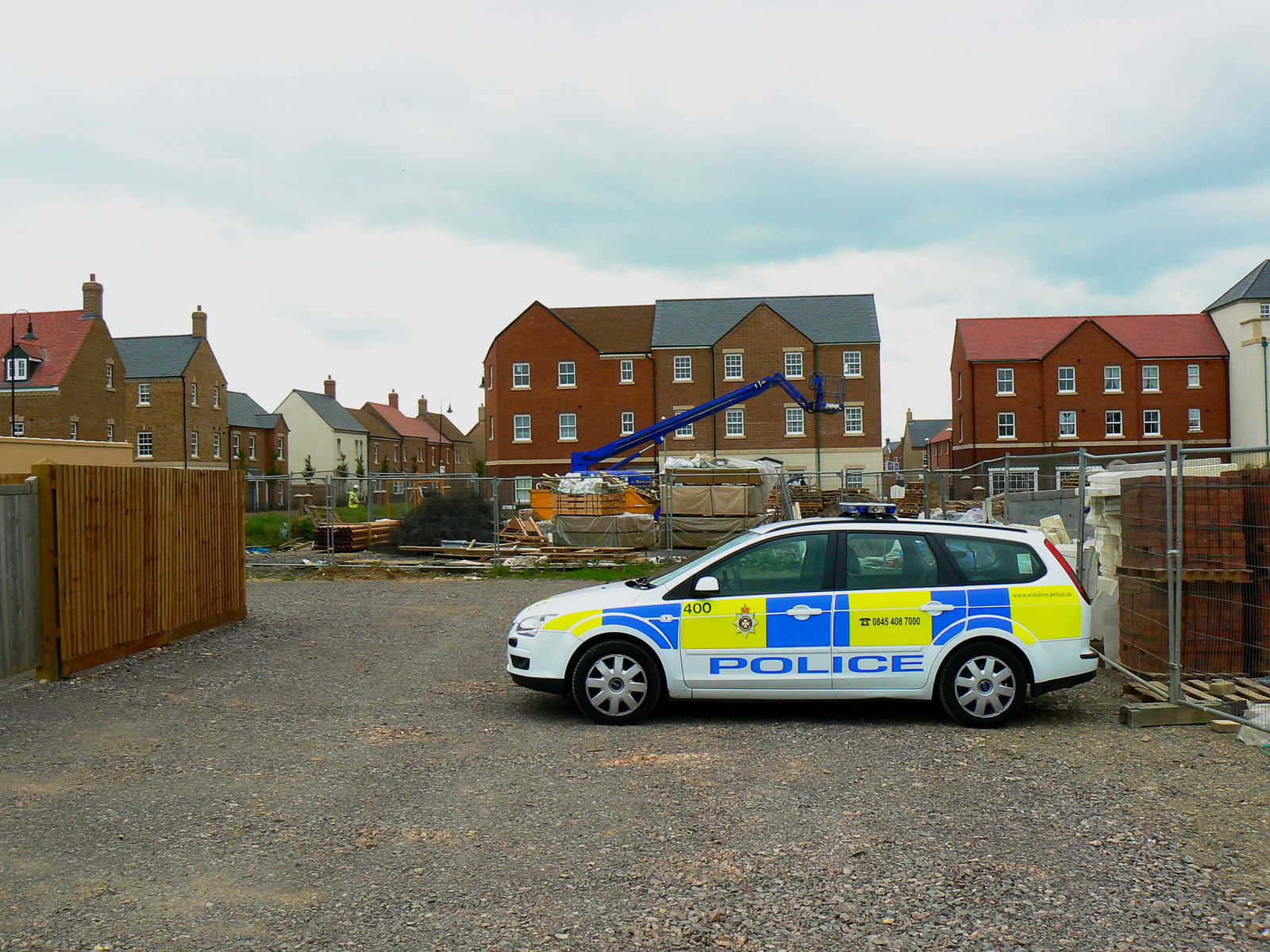
Ford Focus jako radiowóz Wiltshire Police
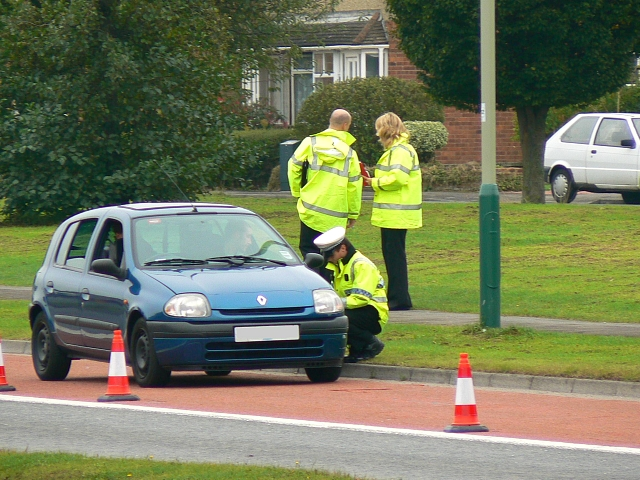
Funkcjonariusze Wiltshire Police podczas kontroli drogowej
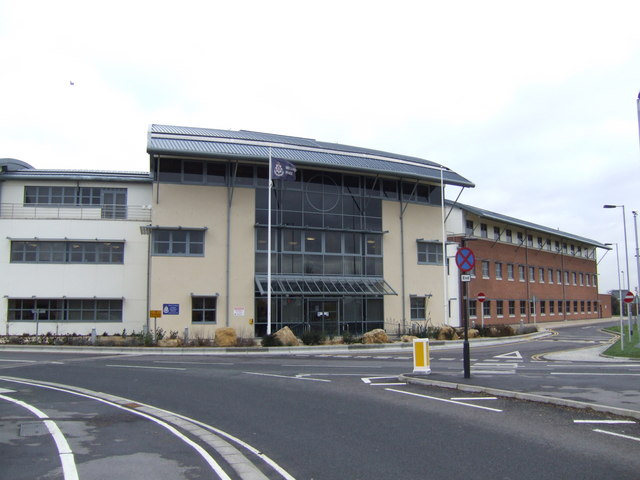
Komenda rejonowa w Swindon
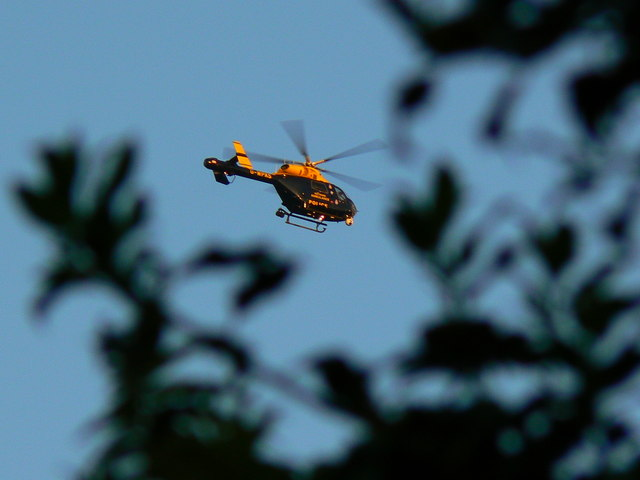
Śmigłowiec Wiltshire Police w czasie lotu nad Swindon